# Peste suina
La peste suina classica è una malattia virale dei suini (domestici e cinghiali), a elevata contagiosità. Nonostante presenti sintomi simili alla peste suina africana, è causata da un virus diverso.
L'infezione può avvenire per contatto diretto tra animali o indiretto, cioè con le loro secrezioni o oggetti e alimenti contaminati da questi. Normalmente i suini si infettano per via oro-nasale.

## Eziologia
L'agente eziologico è un Flavivirus correlato ai virus della diarrea virale bovina e della "Border disease" degli ovini. Con questi costituisce il genere Pestivirus. Il virus è abbastanza resistente alle basse temperature e in condizioni di essiccamento può resistere anche 20 giorni in feci, sangue e secrezioni oculari; si può rinvenire, inoltre, nelle carni affumicate, nei prosciutti e nei salumi, anche diversi mesi dopo la loro produzione.
La virulenza è un carattere distintivo di ogni ceppo virale; alcuni di questi danno luogo a forme acute e letali, altri a forme croniche e atipiche. Nella forma acuta l'incubazione può durare dai 2 ai 14 giorni.

## Segni e sintomi
La sintomatologia è caratterizzata da febbre elevata, depressione, abbattimento, disidratazione, congiuntivite, vomito, diarrea, cianosi, paresi del treno posteriore. La mortalità può raggiungere il 100% negli allevamenti.
Le carcasse dei suini morti di peste suina (forma acuta) sono caratterizzate da un quadro fortemente emorragico.
Le forme croniche della malattia si presentano con enterite necrotico-ulcerose (caratteristici i "bottoni ulcerosi" vicino alla valvola ileo-cecale).
Nelle scrofe gravide sono frequenti aborti con mummificazione dei feti. Alcuni suinetti che si sono infettati durante la vita intrauterina possono nascere apparentemente sani (con un lieve ritardo di crescita) e invece essere serbatoi permanenti del virus.

## Diffusione
Attualmente la malattia è diffusa in Africa, Asia, America centro-meridionale, Europa.
Imponenti picchi epidemici sono stati osservati negli anni '90 in Germania e Paesi Bassi. L'ultima osservazione in Europa risale al 2015.
Indenni sono l'America settentrionale, l'Australia e il Giappone.